# TELE+ Grigio
TELE+ Grigio è stato un canale televisivo a pagamento della piattaforma TELE+.

## Storia
Nato il 31 agosto del 1997, andò a sostituire sulla nascente piattaforma satellitare D+ quello che prima era stato TELE+3, che era dedicato a musica e cultura e che ritrasmetteva anche per 13 ore al giorno la versione europea di MTV, di cui 6 criptate in Irdeto.
A differenza delle sorelle TELE+ Bianco e TELE+ Nero, che trasmetteva sia sulle frequenze terrestri analogiche che via satellite in digitale, TELE+ Grigio era veicolata solo in quest'ultima tecnologia.
Il canale chiude alla mezzanotte del 31 luglio 2003 in seguito alla fusione di Stream TV e TELE+ Digitale, dalla quale nascerà Sky Italia.

## Programmazione
TELE+ Grigio trasmetteva film, tennis, golf, calcio internazionale e documentari. Il lunedì (precedentemente il sabato) in seconda serata trasmetteva film per adulti.